# 三井の森
株式会社三井の森（みついのもり）は、三井不動産グループの不動産事業会社。おもに蓼科、軽井沢および南房総勝浦で別荘地開発やゴルフ場運営などを行なっている。

## 主な運営ゴルフ場
- 三井の森蓼科ゴルフ倶楽部[3]
  - 長野県茅野市豊平10289 1977年5月30日開場
  - 27ホールズ・パー108・10083ヤード
- フォレストカントリークラブ三井の森[4]
  - 長野県茅野市豊平4734 1991年7月2日開場
  - 18ホールズ・パー72・6858ヤード
- 三井の森軽井沢カントリー倶楽部[5]
  - 長野県軽井沢町発地941 2001年6月5日開場
  - 18ホールズ・パー72・6474ヤード